# Prefectura de Fez
La Prefectura de Fez (en árabe: عمالة فاس; en amazig: ⵜⴰⵎⵖⵓⵔⵜ ⵏ ⴼⴰⵙ) es una de las prefecturas de Marruecos, parte de la región Fez-Mequinez. Tiene una superficie de 54 km² y 977.946 habitantes censados en 2004.

## División administrativa
La Prefectura de Fez consta de 6 barrios (arrondissement) de la ciudad de Fez, 1 municipio y 3 comunas:

### Barrios
- Agdal
- El Mariniyine
- Fez-Medina
- Jnan El Ouard
- Saiss
- Zouagha
- Narjis

### Municipios
- Mechouar Fes Jdid

### Comunas
- Ain Bida
- Oulad Tayeb
- Sidi Harazem